# جاكي باريت
جاكي باريت هو رافع أثقال ‏ كندي، ولد في 25 أبريل 1974 في هاليفاكس في كندا.